# Fabio Trioli
Fabio Trioli, pseudonimo di Giuseppe Triolo (Cosenza, 8 febbraio 1948), è un cantante italiano.

## Biografia
Negli anni sessanta gioca come centrocampista nella società calcistica Morrone, ma successivamente sceglie di concentrarsi esclusivamente sulla carriera musicale entrando a far parte del gruppo I Musichieri.
Partecipa all'edizione del 1969 del Festival di Castrocaro, presentandosi come Pino Trioli e classificandosi al terzo posto, e al programma televisivo Settevoci, condotto da Pippo Baudo, vincendone tre puntate.
Nel 1970 partecipa alla Mostra Internazionale di Musica Leggera Gondola d'Argento classificandosi al secondo posto; al festival internazionale di musica leggera Golden Orpheus, che si svolge in Bulgaria, in qualità di rappresentante dell'Italia e classificandosi al terzo posto, e alla manifestazione Caravella dei successi di Bari, guadagnandosi - assieme ad altri colleghi del calibro di Giuni Russo - la partecipazione fissa al tour invernale di Al Bano e Romina.
Partecipa al Festival di Sanremo 1971 portando in gara, in abbinamento con I Giganti, la canzone Il viso di lei, arrangiata dal maestro Vince Tempera.
In seguito la sua carriera artistica prosegue come frontman del gruppo Fabio Trioli & Gino's Background, con cui attraversa tutta l'Europa.
Sul finire degli anni '70, in seguito alla nascita della sua prima figlia, sceglie di dedicarsi alla famiglia tornando in Calabria, ma rimanendo comunque nell'ambito artistico come gestore di club e organizzando eventi con ospiti internazionali del calibro di Ray Charles (1990) e Gloria Gaynor (1992), e nazionali come Jovanotti (1988), Fiorello (1994), Gigi d'Alessio (1997) e, a partire dalla seconda metà degli anni '90, la quasi totalità della scena del clubbing house americano.
Nel 2008 partecipa al programma I Raccomandati, condotto da Carlo Conti, accompagnato dalla sua parente Pamela Camassa ed esibendosi in un medley di successi degli anni '60, classificandosi al secondo posto.
Nel 2011, dopo essere stato colpito da un arresto cardiaco ed aver superato l'intervento di applicazione di 3 bypass coronarici, decide di tornare definitivamente al canto, trasferendosi in Canada e riscuotendo un grande successo nella comunità italo-americana.
Attualmente è tornato in Italia, dove porta avanti la sua attività di cantante.

## Discografia

### Singoli
- 1969 – Un addio/Per questo voglio te (EMI Italiana, QMSP 16464)
- 1970 – Presto/Vedo il sole (EMI Italiana, 3C006-17656)
- 1971 – Il viso di lei/Un'ora soltanto (EMI Italiana, 3C006-17742)